# 山本安幸
山本 安幸（やまもと やすゆき、1946年 - ）は、元アナウンサー。新潟県新潟市出身、現在は長岡市在住。

## 略歴
新潟県立新潟高等学校を経て早稲田大学政治経済学部卒業。和歌山放送アナウンサー勤務を経て、1973年新潟総合テレビに中途入社。スポーツ中継や夕方のNSTワイド630やNSTワイド6:00のキャスターを務めた。名前の音読みであるアンコーさんの愛称でも親しまれた。またNSTアナ時代、1990年代に放送された「サントリーウイスキー角瓶」のCMに新潟テレビ21アナウンサー（当時）山本肇、テレビ新潟アナウンサー（当時）の小幡章、新潟放送パーソナリティー（当時）の大倉修吾と共演。 
その後NSTを退職し、株式会社雪国まいたけ取締役に転身。1998年、株式会社エフエム雪国の立上げに参画し、取締役放送局長に就任。同年ギャラクシー奨励賞、2002年同選奨を受賞。
2023年9月に退任。

## 過去（出演）

### 新潟総合テレビ
- NST河内さくらの料理教室
- NSTワイド630
- NSTワイド6:00
- NSTお茶の間ショッピング

## 関連人物
- 長谷川晴彦 - 1958年生まれ、1982年NSTにアナウンサーとして入社。1983年からテレビユー福島を経て、1990年に再入社。山本の後輩であり、後にNST営業企画本部ゆきぐに魚沼支社長を務めた際、山本が勤めるエフエム雪国と同じ建物にゆきぐに魚沼支社が入居した[3]。

以下の人物は山本と同じ新潟県出身、かつ和歌山県内の放送局に勤務経験がある。
- 恩田雅和 - 1949年生まれ。元和歌山放送ディレクター、報道記者。
- 若月雄介 - 1951年生まれ。テレビ和歌山と静岡第一テレビでアナウンサーとして勤務した。
- 五十嵐利恵 - 1981年生まれ。テレビ愛媛、和歌山放送、NHK水戸放送局（契約キャスター）、ミヤギテレビ（同）、新潟テレビ21を経て、2017年現在、アルビレックス新潟に勤務している模様。